# 大桥南路

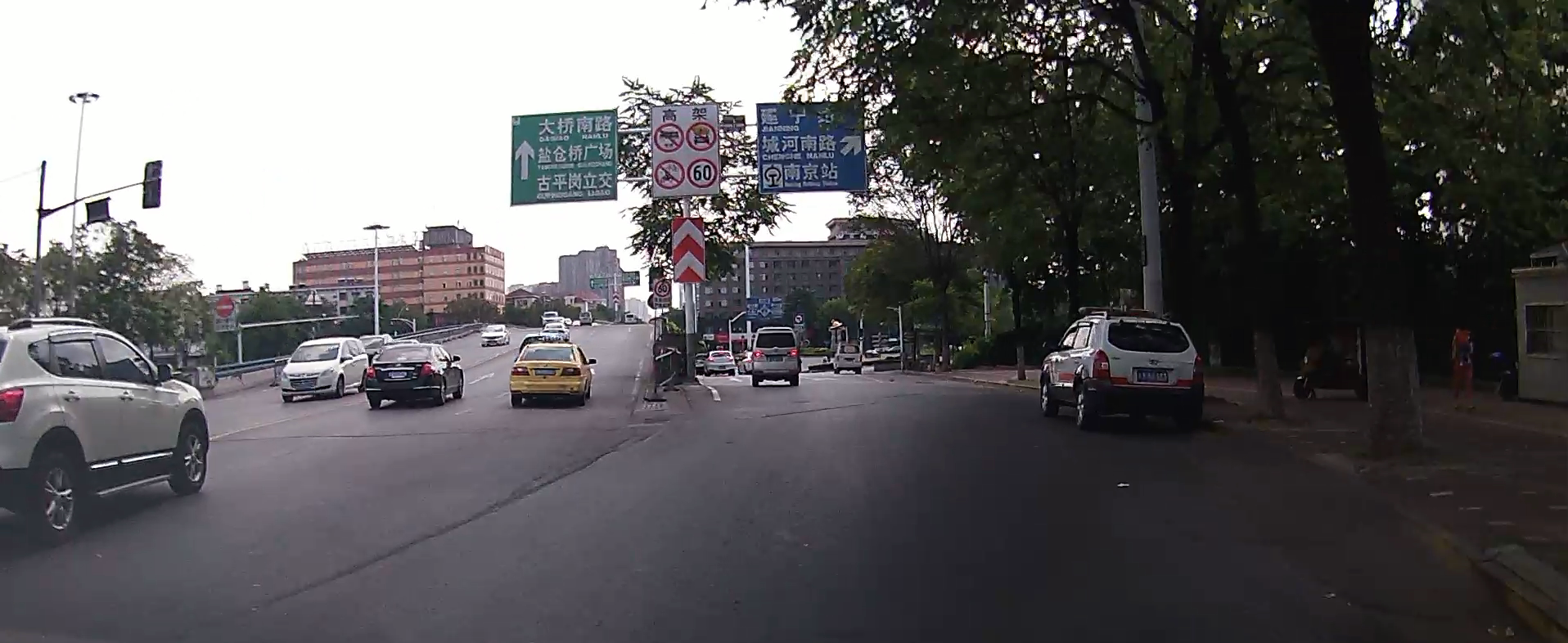
大桥南路高架桥入口

大桥南路，是一条位于中国南京市鼓楼区的道路。

## 历史
大桥南路路修筑于1929年。南起盐仓桥广场，北至长江大桥。长1420米，宽30米。以在南京长江大桥南得名。路侧有長江油运公司、海员公寓、大桥饭店、家乐福等单位。

## 交汇道路
- 新民路
- 中山北路